# Vlag van Rijperkerk

Vlag van Rijperkerk

De vlag van Rijperkerk is de dorpsvlag van het Nederlandse dorp Rijperkerk, in de Friese gemeente Tietjerksteradeel. De vlag werd in 1984 geregistreerd.
Bij gemeenteraadsbesluit van 22 november 1984 zijn een wapen en een vlag vastgesteld voor de 16 dorpen van de gemeente Tietjerksteradeel. Het ontwerp van de vlag is van de hand van Piet Bultsma.

## Beschrijving
De beschrijving van de vlag is als volgt:
Een rode hijs en een blauwe vlucht; de deellijn getand, boven in de hijs een witte zwemmende eend.
De kleuren zijn afkomstig van het dorpswapen.

## Symboliek
- Hijs: de tanden van de hijs staan voor de scherpte van de zeis uit het dorpswapen en voor het gras.[2]
- Eend: verwijst naar de eendenkooien die in de omgeving van het dorp aanwezig waren.[2]

Kleurstelling: overgenomen van een kwartier van het wapen van Tietjerksteradeel.